# اینول، وسگس
اینول، وسگس (به فرانسوی: Ainvelle, Vosges) یک کمون در فرانسه است که در Canton of Lamarche واقع شده‌است.

## خصوصیات
اینول ۹٫۰۳ کیلومترمربع مساحت و ۱۶۱ نفر جمعیت دارد و ۳۰۱ متر بالاتر از سطح دریا واقع شده‌است.